# Catherine de Maisonneuve
Pour les articles homonymes, voir Maisonneuve.
Catherine Michelle de Maisonneuve (vers 1710 ? - 1774) est une femme de lettres et journaliste française, active à la fin du règne de Louis XV.

## Biographie
Madame de Maisonneuve était veuve d'un certain Jouvert, commis de ferme, et homme assez fortuné. Elle est par ailleurs la sœur aînée de Jean-Baptiste Simonet de Maisonneuve (1745-1819), attaché à la « garde-robe du roi » Louis XV au début des années 1760. C'est par son intermédiaire qu'elle accède au cercle proche du souverain. Elle obtient une audience le 21 juin 1765 et un privilège. Maisonneuve peut alors prendre pleine et entière possession d'un titre de presse, le Journal des Dames, et remplacer l'ancienne responsable, Madame de Beaumer, évincée à cause de son refus d'en faire un support dédié strictement à la mode.
Mentionnée dès mai 1763, Maisonneuve dirige le journal jusqu'en 1768. Durant cette période, elle fait en sorte que son journal entre en adéquation avec les pratiques de l'époque et la société de cour, autrement dit, le discours féministe s'y trouve minoré, ou plutôt camouflé, derrière des considérations théoriques : les lectrices ciblées s'y retrouvaient peut-être mais il est certain que la censure ne put à nouveau frapper le journal. Ce regain de conformisme est conforté par la collaboration de deux hommes, très en vue à la cour, Charles-Joseph Mathon de la Cour et Claude Sautereau de Marsy, au moins jusqu'à la fin de 1765. De fait, toute actualité politique, militaire, voire sociale, est en apparence évincée.
Après juillet 1768, le journal dirigé par Maisonneuve et édité par J. B. P. Valleyre, est néanmoins frappé par une interdiction sous le régime autoritaire de Maupeou. Il peut reparaître en 1774 sous la direction de Marie-Émilie de Montanclos, baronne de Princen. 
À la fin de sa vie, Maisonneuve bénéficie d’une pension annuelle de 1 000 livres, qui lui assura un revenu constant pour les bons services qu’elle avait rendus au roi. On ne lui connaît pas d’autres écrits.
Son testament (1774) est la seule pièce d'archive ayant permis de restituer une partie de ce que fut sa vie en dehors de ses activités de directrice du Journal des Dames. Elle demeurait à Paris, successivement, dans le cul-de-sac Bertaut, puis dans le quartier Sainte-Avoye, et enfin rue Saint-Honoré. Elle semble n'avoir pas d'enfants survivants car elle lègue ses biens à une cousine (soit 2 500 £ de rente viagère) et à des neveux et nièces.